# Mapamundi de Andrea Bianco

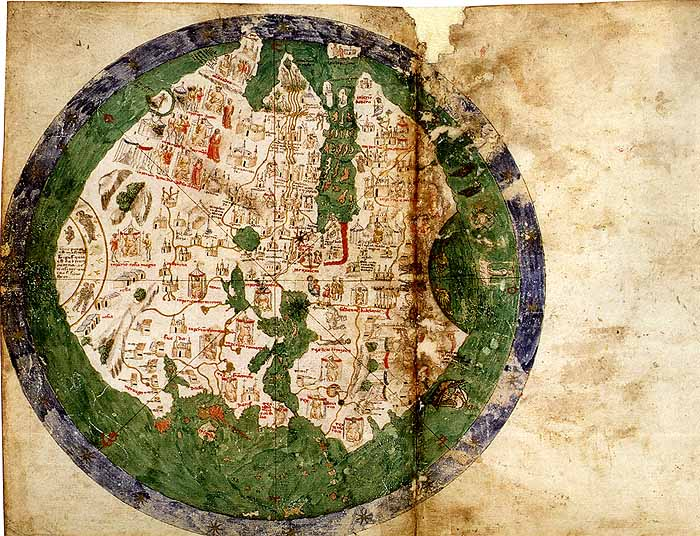
Mapamundi de Andrea Bianco (1436).

Andrea Bianco fue un marinero y cartógrafo veneciano del siglo XV. Su atlas náutico de 1436 contiene diez hojas de vitela de 26×38 cm que actualmente se encuentra en la Biblioteca Marciana, Venecia,También colaboró con Fra Mauro en el Mapamundi de Fra Mauro de 1459.

## Atlas náutico
La  primera hoja es una descripción esquemática de la Regla de Marteloio que permite a un marinero calcular la distancia recorrida en función del rumbo. También hay un Tondo e Quadro ("círculo y cuadrado") para la elaboración de los rumbos, permitiendo así el retorno visual para ser vistos y medidos. Las dos tablas principales son en realidad una y la misma con una tabla más pequeña que da una medida de distancia de una décima parte de las dos tablas más grandes.
Los otros tres diagramas son en realidad ejemplos de coloración de rumbos con una rosa de los vientos bellamente dibujada, pero dibujada a 90 grados. En la esquina superior izquierda hay un texto que indica el uso y propósito del Tondo e Quadro y las tablas. En la anteportada se lee "Andrea Biancho de Veneciis me fecit M CCCC XXXVI", que permite confirmar la autoría y fecha.
Las siguientes ocho hojas contienen cartas de navegación, la novena contiene un mapa del mundo circular de 24 cm de circunferencia  del mismo tamaño que la rosa de los vientos en las anteriores ocho cartas y la hoja final ilustra un mapamundi ptolemaico que parece basarse en la primera proyección de Ptolomeo con la graduación de las latitudes.